# Kregor Zirk
Kregor Zirk (Tartu, 3 luglio 1999) è un nuotatore estone, specializzato nello stile libero.

## Biografia
Si è messo in mostra a livello giovanile vincendo la medaglia d'oro nei 100 metri farfalla al Festival olimpico della gioventù europea di Tbilisi 2015.
Ha rappresentato l'Estonia ai campionati mondiali di Budapest 2017 e Gwangju 2019.
Ha realizzato numerosi record nazionali estoni.

## Palamarès
- Festival olimpico della gioventù europea

Tbilisi 2015: oro nei 100m farfalla.

## International Swimming League
| Stagione 2020   | Stagione 2021   |
| --------------- | --------------- |
| Energy Standard | Energy Standard |